# قادش (الكتاب المقدس)

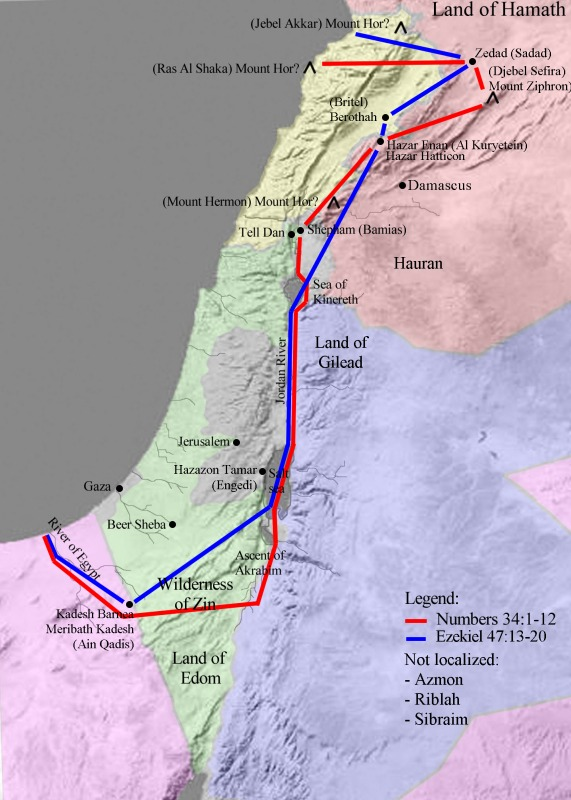
موقع قادش برنيع

قادش (بالعبرية: קָדֵשׁ)، هو اسم موقع جغرافي ذُكر في العديد من المواضع من الكتاب المقدس العبري، حيث يصف موقع أو عدة مواقع تقع جنوب أرض كنعان ومملكة يهوذا.
يذكر الكتاب المقدس قادش أو قادش برنيع في عدد من الإصحاحات، مما يجعله موقعًا مهمًا في الروايات المتعلقة بالأصول الإسرائيلية. وقد كانت قادش الموقع الرئيسي لمعسكر الإسرائيليين أثناء تجولهم في صحراء صين (سفر التثنية 1:46)، وكذلك المكان الذي تم إرسال الجواسيس الإسرائيليين منه إلى كنعان (العدد 13: 1-26)، ومنه كانت أول محاولة فاشلة للاستيلاء على كنعان من قادش، وضرب موسى الصخرة بعصاه فانفجرت منها المياه في قادش، وماتت أخته مريم وأخيه هارون ودُفنا بالقرب من مكان يُدعى قادش. وأرسل موسى مبعوثين إلى ملك إدوم من قادش، وطلب الإذن للسماح للإسرائيليين باستخدام الطريق الملوكي العابر عبر أراضيه، وهو ما رفضه ملك إدوم.
وفقًا للمؤرخ اليهودي يوسيفوس، فإن قادش مرتبط بمدينة البتراء في الأردن.
كما أن قادش برنيع هي سمة أساسية في التعريف التوراتي للحدود الجنوبية لأرض إسرائيل، وبالتالي فإن تحديدها هو المفتاح لفهم كل من الحدود المثالية والجيوسياسية لإسرائيل القديمة.